# 天寧寺 (尾道市)
天寧寺（てんねいじ）は、広島県尾道市東土堂町にある曹洞宗の寺院。

## 歴史
- 開基：1367年（貞治6年）[3]
- 1389年（康応元年）、足利義満が宿泊。備後守護山名氏の饗応を受ける[3]。

## 文化財

### 重要文化財（国指定）
- 天寧寺三重塔：1388年（嘉慶2年）に足利義詮が五重塔として建立。元禄5年（1692年）老朽化したため上部の2層（四重目・五重目）を取り除き、現在の三重塔（高さ約20m）の姿になった。弥勒菩薩が安置されている。別名海雲塔[3][4]。

## ギャラリー

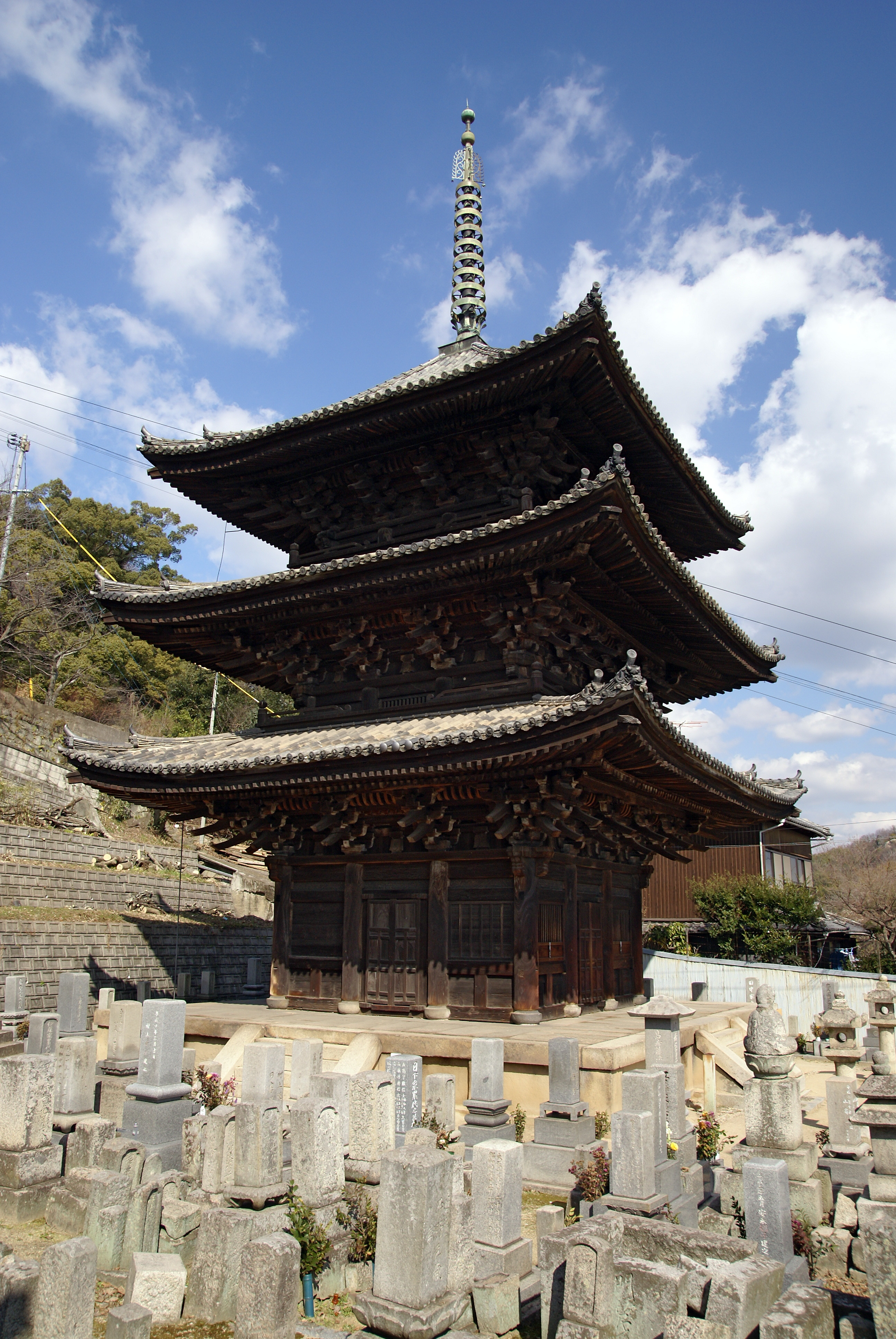
三重塔
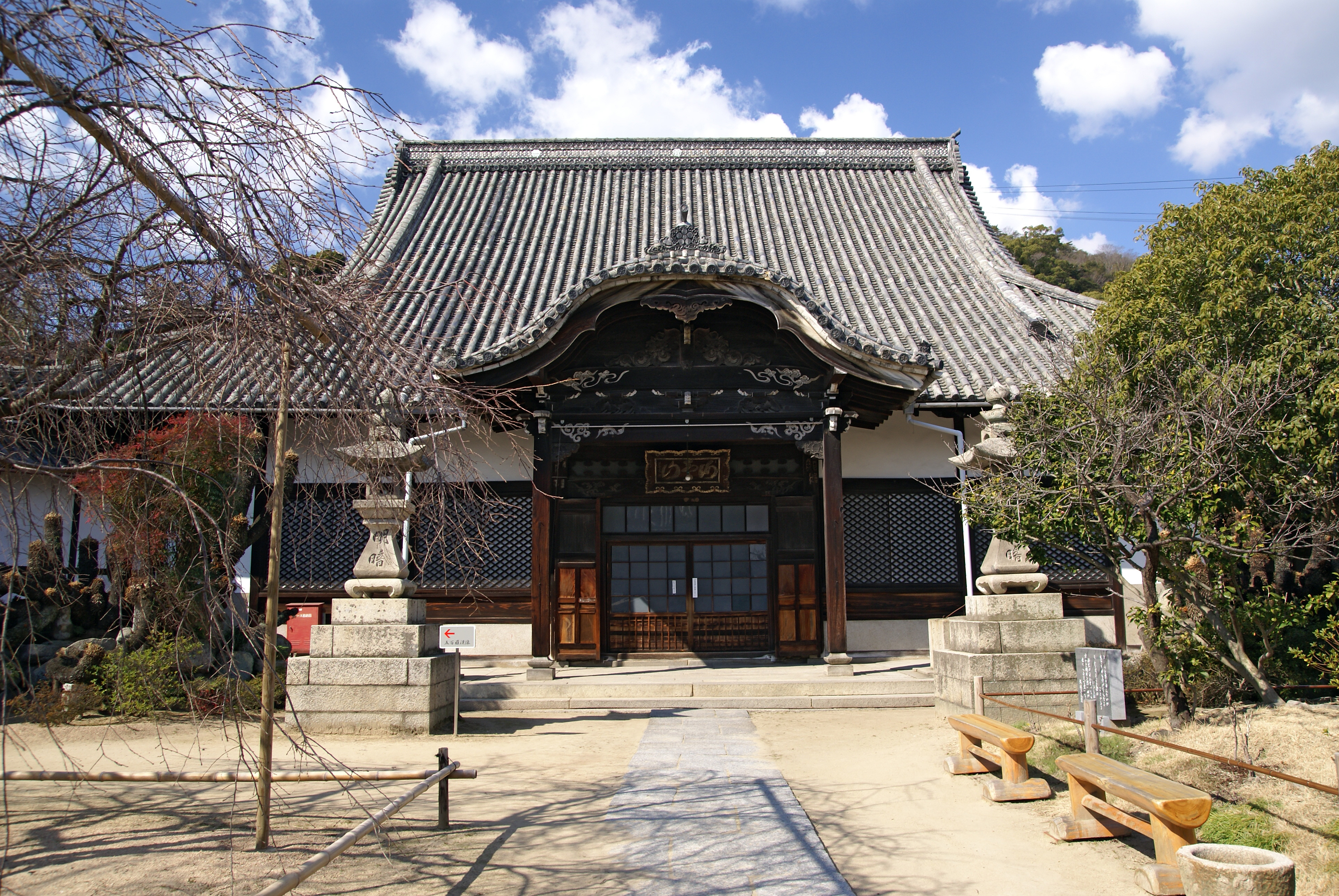
本堂
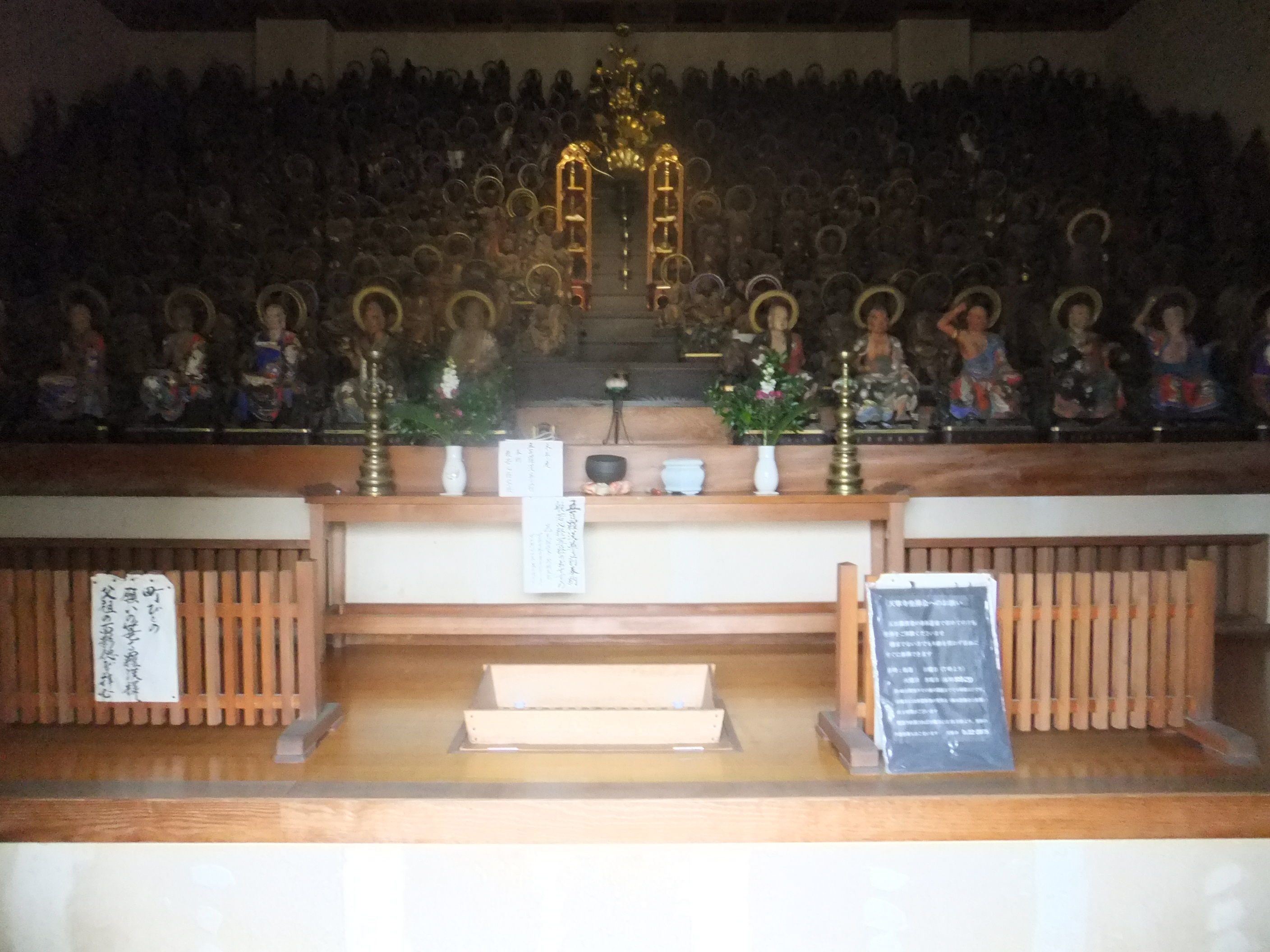
五百羅漢

## 交通アクセス
- JR尾道駅から国道2号線を東へ、千光寺新道を徒歩30分[5]